# Dzielnica X Swoszowice
Dzielnica X Swoszowice ist der zehnte Stadtbezirk von Krakau in Polen, dieser umfasst eine Fläche von 25,6 km² und zählt 28.176 Einwohner mit einer Bevölkerungsdichte von 1100,6 Einwohnern/km². Der Bezirk entstand 1990 durch Aufteilung des Bezirks Podgórze. Namensgebend ist der Kurort Swoszowice.
In den Jahren 2003 bis 2005 wurde öffentliche Konsultation über Umbenennungen der Stadtbezirke eingeführt. Für die Dzielnica X wurde zunächst der Zusatz Kraków  Południe (Krakau-Süd) vorgeschlagen, aber im Mai 2006 entschied sich die Stadtverwaltung für den Namen Swoszowice. Am 26. September 2006 wurde der Stadtteil Swoszowice als die erste und einzige administrative Einheit in Krakau aus einem Stadtbezirk unter dem Namen Osiedle Uzdrowisko Swoszowice ausgegliedert, um die Aktivität des Kurorts zu erleichtern.

## Gliederung

Lage des Stadtbezirks Swoszowice in Krakau

- Swoszowice
- Bania
- Barycz
- Jugowice
- Kliny Borkowskie
- Kosocice
- Lusina
- Łysa Góra
- Opatkowice
- Rajsko
- Siarczana Góra
- Soboniowice
- Wróblowice
- Zbydniowice